# یوناتان دوفراسنه
یوناتان دوفراسنه (انگلیسی: Jonathan Dufrasne؛ زادهٔ ۲ اوت ۱۹۸۷) دوچرخه‌سوار پیست، و دوچرخه‌سوار اهل بلژیک است.
از باشگاه‌هایی که در آن بازی کرده‌است می‌توان به دابلیوبی ورانکلاسیک آکوا پروتکت اشاره کرد.